# NGC 6769
NGC 6769 ist eine Balken-Spiralgalaxie vom Hubble-Typ SBb/P im Sternbild Pfau am Südsternhimmel. Sie ist rund 161 Millionen Lichtjahre von der Milchstraße entfernt und hat einen Durchmesser von etwa 110.000 Lichtjahren. Gemeinsam mit NGC 6770 und NGC 6771 bildet sie das Galaxientrio KTS 59 und gilt als Mitglied der IC 4845-Gruppe (LGG 427).
Im selben Himmelsareal befinden sich weiterhin u. a. die Galaxien IC 4836, IC 4842, IC 4845.
Das Objekt wurde am 11. August 1836 von dem britischen Astronomen John Herschel entdeckt.